# Ван (еялет)
38°29′39″ пн. ш. 43°22′48″ сх. д. / 38.494166666667° пн. ш. 43.38° сх. д.
Еялет або пашалик Ван (осман. ایالت وان) — адміністративно-територіальна одиниця Османської імперії. Існував у 1548—1864 роках з площею 24,910 км². Утворився в результаті завоювань османського війська.

## Історія
Область навколо озера Ван здавна була поділена між невеличкими володіннями курдських феодалів. У 1460-х роках ця область увійшла до складу держави Ак-Коюнлу, а у 1501 році стала частиною Сефевідської Персії. У 1548 році під час другої військової кампанії султана Сулеймана I місто Ван було захоплено турецькими військами. Того ж року його перетворено на бейлербейство. Його кордони та статус підтверджено миром в Амасії 1555 року між Османською імперією та Персією.
У 1590 році перетворено на еялет, частково впроваджено тімарну систему. Основним завданням ванського паші було захист кордонів від вторгнення перського війська. В цьому він спирався на численні курдські племена та їх володіння, яким надано деяку автономію. Втім у 1604—1605 та 1730—1735 роках еялет захоплювався Персією, проте усілякий раз повертався під владу османських султанів.
На початку XIX ст. разом з карським та ерзурумським пашами очільник Ванського еялету був одним з провідних військовиків у війнах з Російською імперією. У війні 1828—1829 років ванський паша зазнав поразки під час облоги фортеці Баязет, яку захопили росіяни. З втратою володінь на Кавказі османський уряд перетворив Ванську провінцію на провідну у протистоянні Росії та Персії. Втім, згодом у пашів стали виникати сутички з курдами, які прагнули здобути більшу автономію або навіть самостійність.
З 1846 року розпочато курс на ліквідацію курдських автономій, що призвело до декількох повстань. У 1864 році еялет було ліквідовано, він став частиною Ерзурумського вілайєту, а у 1875 році перетворено на Ванський вілайєт.

## Структура
Складався з 20 санджаків: Ван, Бітліс, Хізан, Хаккярі, Хошаб, Геваш, Шемдінли, Ширві, Бахчесарай, Чатак, Башкале, Іспакхирд, Еркиш, Тутак, Аділкеваз, Тетван, Мурадіє, Діядін, Сомай, Гарун.
Дохід від хаса бейлербея (згодом паші) становив 1 млн 32 тис. акче. Дохід санджакбеїв коливався від 200 до 450 тис. акче. В часи піднесення провінції існувало 916 тімарів та 199 зеаметів. Еялет міг виставити 1380 спагіїв-кіннотників (не рахуючи курдські загони, що постачали залежні ханства).

## Національно-релігійний склад
У XVI та XVII ст. основне населення складали курди, туркомани та вірмени. Значною була ассирійська громада. Лише з кінця XVIII ст. тут стали переважати власне турки.
Основу складали мусульмани-суніти, втім серед курдів були єзиди з племені зукрі, що мали власні фортеці Дергезін, Калераш, Калеспі, Алкале, Кушкешейха в кази (районах) Авараш (Карасу) та Бергри.

## Економіка
Основу становили садівництво й тваринництво, частково землеробство.